# 台北之戀
《台北之戀》（英語：Love in Taipei），是2023年美国浪漫喜剧电影，改编自邢立美台北愛船小說，由陳駿霖导演，麥肯齊·達爾（Mackenzie Dohr）和查理·奧（Charlie Oh）编剧，羅斯·巴特勒、廖艾利、尼科·希拉加聯袂出演。本片由Paramount+排定2023年8月10日美國上映。

## 演員
- 羅斯·巴特勒（英语：Ross Butler (actor)） 饰 吳瑞克（Rick Woo）
- 廖艾利（英语：Ashley Liao） 饰 王永遠（Ever Wong）
- 尼科·希拉加（英语：Nico Hiraga） 饰 葉澤維爾（Xavier Yeh）
- 雀兒喜·張（英语：Chelsea Zhang） 饰 哈蘇菲（Sophie Ha）
- 張小蕙（英语：Cindy Cheung (actress)） 饰 舒阿姨（Auntie Shu）
- 謝怡芬 饰 Aunt Claire
- 蔣偉文 饰 Mr.Wong
- 高伊玲 饰 Mrs.Wong
- 加賀美智久 饰 Mr.Yeh
- 柯素雲 饰 校長
- 百白 饰 芋泥球攤販老闆

## 外部連結
- 互联网电影数据库（IMDb）上《台北之戀》的资料（英文）